# Enkelpolige schakelaar

Standaardsymbool van een enkelpolige schakelaar

Een enkelpolige schakelaar is een schakelaar voorzien van 2 aansluitklemmen en 1 schakelknop. Met deze schakelaar wordt één geleider onderbroken ofwel doorverbonden. Hij is daarmee de meest eenvoudige schakelaar die wordt toegepast in de elektrotechniek.
Bij lichtschakelingen wordt met behulp van een enkelpolige schakelaar een lamp of lampengroep enkelpolig in- en uitgeschakeld. De schakelaar onderbreekt enkel de bruine fasedraad, vanaf de schakelaar loopt de iets dunnere zwarte schakeldraad verder naar de lamp. De blauwe nuldraad is rechtstreeks met de lamp verbonden.
Thans worden enkelpolige lichtschakelaars om economische redenen vrijwel niet meer gemaakt. Voor enkelpolige schakelingen wordt ten gevolge daarvan gewoonlijk een wisselschakelaar gebruikt, deze wordt daarom ook wel universeelschakelaar genoemd. Een wisselschakelaar die dienstdoet als enkelpolige schakelaar wordt aangesloten op de gemerkte klem, en op een van de twee ongemerkte klemmen.
Wenst men twee lichtpunten door middel van één schakelaar onafhankelijk van elkaar aan- en uit te schakelen, dan wordt hiervoor een serieschakelaar toegepast.